# Allognosta philippina
Allognosta philippina är en tvåvingeart som beskrevs av Frey 1960. Allognosta philippina ingår i släktet Allognosta och familjen vapenflugor. Inga underarter finns listade i Catalogue of Life.